# Banque Bonhôte
O Banque Bonhôte & Cie SA, fundado em Neuchâtel em 1815, é um banco privado suíço ativo na administração financeira e patrimonial, seu principal negócio.

## História
Em 1815, Louis Petitmaître estabeleceu o primeiro banco privado em Neuchâtel. Ele foi sucedido por seu filho Louis em 1872. Vinte e três anos depois, em 1895, o caixa deste último uniu forças com Paul Bonhôte para abrir o Banque Antenen Bonhôte & Cie, que se tornou o Banque Bonhôte & Cie em 1903.
Em 1936, Claude Bonhôte sucedeu seu pai, assumindo o comando do Banco até 1988, quando o vendeu para uma holding financeira e industrial local.
Em 1992, Jean Berthoud e um grupo de parceiros compraram o Banco devolvendo-o a mãos privadas. A partir dessa data, ele assumiu a administração geral do banco antes de se tornar presidente do conselho. Jean Berthoud, portanto, segue os passos da família cuja herança bancária privada remonta a 1785.
Em 2014, Yves de Montmollin assume a administração do banco. A equipe executiva é composta por Yves de Montmollin, CEO, Jean-Paul Jeckelmann, Olivier Vollenweider e Robin Richard.

## Localização
A sede do Banco fica em Neuchâtel. Possui filiais em Bienne desde 2004, Genebra desde 2009, Berna desde junho de 2011 e Lausanne desde 2016.

## Atividades
O Grupo Bonhôte compreende:
- Serviços bancários prestados através do Banque Bonhôte & Cie SA.
- Serviços de consultoria e administração fornecidos por meio da Bonhôte Services SA, Bonhôte Trust SA e BT Swiss Trustee SA.

Cada empresa opera de forma independente, dentro e fora do Grupo (clientes e diretores próprios). Em 2006, o Banco lançou o Fundo Imobiliário Bonhôte-Immobilier, que mais tarde assumiu o dinâmico Fundo Imobiliário (DREF). Desde a aquisição, a Bonhôte-Immobilier é um dos maiores fundos do oeste da Suíça, com ativos de cerca de CHF 900 milhões em 2017.

## Conselho de Administração e equipe de gestão
Em 1999, o Conselho de Administração incluiu o ex-MP Yann Richter (Partido Democrata Livre), o ex-chefe do Banco Nacional Suíço, Jean Zwahlen, diretor de Paribas e Union Bancaire Privée, e Erwin Meyer, especialista em empréstimos para empresas. Nicolas Wavre, fundador da Etel, em Môtiers, foi presidente do conselho até o final de 2009. Foi sucedido por Jean Berthoud, principal acionista do Banco, que renunciou ao cargo de CEO no final de 2009 para se tornar presidente do conselho de administração. o quadro. Thomas Lötscher foi nomeado o novo CEO.